# Nuoto ai XIX Giochi del Mediterraneo - 400 metri stile libero maschili
La gara dei 400 metri stile libero maschili ai XIX Giochi del Mediterraneo si è svolta il 3 luglio 2022. Al mattino si sono svolte le batterie, mentre la finale si è disputata nel pomeriggio.

## Podio
| Pos. | Atleta           | Nazione |
| ---- | ---------------- | ------- |
|      | Dimitrios Markos | Grecia  |
|      | Joris Bouchaut   | Francia |
|      | Luca De Tullio   | Italia  |

## Record
Prima della manifestazione il record del mondo (RM) e il record dei Giochi del Mediterraneo (RG) erano i seguenti.
|  | 3'40"07 | Paul Biedermann  | 26 luglio 2009 Roma    |
|  | 3'42"71 | Oussama Mellouli | 27 giugno 2009 Pescara |

Durante la competizione non sono stati migliorati record.

## Risultati

### Batterie
| Pos. | Batteria | Corsia | Atleta                   | Nazionalità | Tempo       | Note |
| ---- | -------- | ------ | ------------------------ | ----------- | ----------- | ---- |
| 1    | 3        | 5      | Joris Bouchaut           | Francia     | 3'52"40     | Q    |
| 2    | 3        | 3      | Batuhan Filiz            | Turchia     | 3'52"52     | Q    |
| 3    | 3        | 7      | Sašo Boškan              | Slovenia    | 3'53"40     | Q    |
| 4    | 2        | 4      | Luca De Tullio           | Italia      | 3'53"75     | Q    |
| 5    | 2        | 6      | Carlos Quijada           | Spagna      | 3'54"25     | Q    |
| 6    | 2        | 5      | Dimitrios Markos         | Grecia      | 3'54"33     | Q    |
| 7    | 3        | 2      | Alessio Proietti Colonna | Italia      | 3'56"83     | Q    |
| 8    | 2        | 2      | Luis Domínguez           | Spagna      | 3'57"76     | Q    |
| 9    | 2        | 3      | Efe Turan                | Turchia     | 3'59"46     |      |
| 10   | 2        | 7      | Loris Bianchi            | San Marino  | 4'00"64     |      |
| 11   | 3        | 6      | Mohamed Anisse Djaballah | Algeria     | 4'03"41     |      |
| 12   | 1        | 5      | Théo Druenne             | Montenegro  | 4'08"36     |      |
| 13   | 2        | 1      | Christos Manoli          | Cipro       | 4'09"52     |      |
| 14   | 3        | 1      | Lounis Khendriche        | Algeria     | 4'10"15     |      |
| 15   | 1        | 3      | Abdulhay Ashour          | Libia       | 4'29"51     |      |
| DNS  | 1        | 4      | Ahmed Jouadi             | Tunisia     | Non partito |      |
| DNS  | 2        | 8      | Mohamed Lagili           | Tunisia     | Non partito |      |
| DNS  | 3        | 8      | Konstantinos Stamou      | Grecia      | Non partito |      |

### Finale
| Pos. | Corsia | Atleta                   | Nazionalità | Tempo   | Note |
| ---- | ------ | ------------------------ | ----------- | ------- | ---- |
|      | 7      | Dimitrios Markos         | Grecia      | 3'48"72 |      |
|      | 4      | Joris Bouchaut           | Francia     | 3'49"45 |      |
|      | 6      | Luca De Tullio           | Italia      | 3'50"11 |      |
| 4    | 5      | Batuhan Filiz            | Turchia     | 3'50"26 |      |
| 5    | 2      | Carlos Quijada           | Spagna      | 3'52"23 |      |
| 6    | 3      | Sašo Boškan              | Slovenia    | 3'52"24 |      |
| 7    | 8      | Luis Domínguez           | Spagna      | 3'54"48 |      |
| 8    | 1      | Alessio Proietti Colonna | Italia      | 3'56"12 |      |